# أغنية بلوز الإغلاق
أغنية "Lockdown Blues" هي أغنية منفردة لفرقة البانك الفنية الدنماركية Iceage . كتبت في جائحة كوفيد-19 و تم إصدارها في 2 أبريل 2020 من خلال Escho.

## خلفية الأغنية
أُلفت هذه الأغنية و سجلت و تم إصدارها أثناء جائحة كوفيد-19 تتناول واقع الحجر الصحي والشعور بالقلق والوحدة المرتبط بالحجر الصحي.  في بيان حول الأغنية، ذكروا "لقد شعرنا بالحاجة إلى التواصل الآن بعد تعليق الاتصال الجسدي والمساهمة في الجهود المبذولة لرفع الروح المعنوية في مواجهة الشدائد. تفكيرنا مع كل أولئك المعرضين للخطر بسبب العديد من الأهوال المختلفة التي حدثت في الأزمة، وأولئك الذين يقعون في الخطوط الأمامية وأولئك الذين يعانون بشدة." 
عائد مبيعات الأغنية ذهب إلى منظمة أطباء بلا حدود التي بذلت قصارى جهدها في تقديم المساعدة 

## التسجيل
سجلت الأغنية في مارس (2020) في استوديوهات Black Tornado في كوبنهاجن ، الدنمارك .[بحاجة لمصدر]

## الاستقبال النقدي
وصف كاتب مجلة سبين ، ديفيد كون، الأغنية عاجلة ذات جيتار قوي. 

## الموظفين
- كتابة الأغاني – آيس إيج
- الأداء – العصر الجليدي
- الإنتاج – العصر الجليدي
- هندسة التسجيل – لارس لوندهولم
- خلط – نيس بيستيد
- الإتقان – ET الإتقان